# Dicerca lurida
Dicerca lurida es una especie de escarabajo del género Dicerca, familia Buprestidae. Fue descrita científicamente por Fabricius en 1775.
Mide de 12 a 20 milímetros (0,47 a 0,79 pulgadas) de largo y es conocido por alimentarse de varias especies de nogal americano y en Alnus, Carpinus, Carya, Prunus, Salix, Tilia. Las especies vuelan de abril a mayo, durante los cuales también toman el sol en troncos de árboles. La etapa de vida de la especie es de al menos tres años.

## Distribución geográfica
Habita en el este de América del Norte.